# Medical Lake
Medical Lake és una població dels Estats Units a l'estat de Washington. Segons el cens del 2000 tenia 3.758 habitants.

## Demografia
Segons el cens del 2000, Medical Lake tenia 3.758 habitants, 1.090 habitatges, i 767 famílies. La densitat de població era de 420,6 habitants per km².
Dels 1.090 habitatges en un 40,8% hi vivien nens de menys de 18 anys, en un 50,4% hi vivien parelles casades, en un 15,1% dones solteres, i en un 29,6% no eren unitats familiars. En el 25,1% dels habitatges hi vivien persones soles el 7,2% de les quals corresponia a persones de 65 anys o més que vivien soles. El nombre mitjà de persones vivint en cada habitatge era de 2,58 i el nombre mitjà de persones que vivien en cada família era de 3,07.
Per edats la població es repartia de la següent manera: un 24,3% tenia menys de 18 anys, un 9,1% entre 18 i 24, un 35,5% entre 25 i 44, un 22,9% de 45 a 60 i un 8,2% 65 anys o més.
L'edat mediana era de 36 anys. Per cada 100 dones de 18 o més anys hi havia 104,2 homes.
La renda mediana per habitatge era de 42.159 $ i la renda mediana per família de 47.357 $. Els homes tenien una renda mediana de 35.543 $ mentre que les dones 23.971 $. La renda per capita de la població era de 14.874 $. Aproximadament el 9,4% de les famílies i el 14,8% de la població estaven per davall del llindar de pobresa.

## Poblacions més properes
El següent diagrama mostra les poblacions més properes.